# Simon Chibuga Masondole
Simon Chibuga Masondole (ur. 2 października 1972 w Bukiko) – tanzański duchowny katolicki, biskup diecezjalny Bundy od 2021.

## Życiorys
Święcenia kapłańskie otrzymał 2 lipca 2006 i został inkardynowany do archidiecezji Mwanza. Po święceniach został wicedyrektorem kurialnego wydziału ds. liturgii. W latach 2008–2018 przebywał we Włoszech, gdzie studiował liturgikę i pomagał duszpastersko w diecezji Tortona. Po powrocie do kraju został dyrektorem diecezjalnej szkoły w Bundzie.
6 kwietnia 2021 papież Franciszek mianował go biskupem diecezjalnym Bundy. Sakry biskupiej udzielił mu 4 lipca 2021 roku arcybiskup Renatus Leonard Nkwande.